# Hôtel de Largentière
L’hôtel de Largentière est un hôtel particulier situé au 5 rue de Paris à Saint-Maur-des-Fossés, dans le département du Val-de-Marne.

## Histoire
Ce bâtiment, qui jouxtait autrefois l'hôtel du Petit-Condé construit par M. de Saint-Cyr (détruit), a des fondations remontant au XVIIe siècle, mais une façade postérieure remaniée en 1733, par la famille de Jean-Paul-François de Noailles époux de Henriette-Anne-Louise d'Aguesseau, parents d'Adrienne, qui épouse Gilbert du Motier de La Fayette. Le nom de « l'Argentière », dont le monogramme figurerait sur les barreaux des fenêtres et le garde-fou de la terrasse, n'aurait aucune assise historique. 
Ses façades et sa toiture font l’objet d’une inscription au titre des monuments historiques depuis le 5 mars 1971. Il est fermé au public car c'est une propriété privée.
Une partie du film L'Étudiante et Monsieur Henri y a été tournée en 2015.

## Galerie

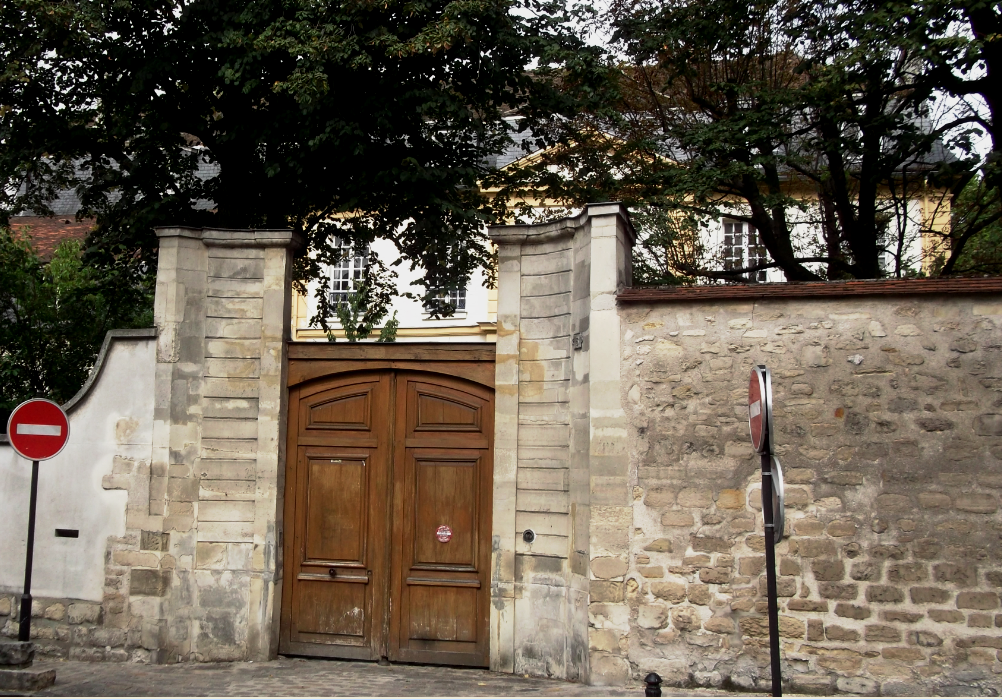